# Whitefish River (Stillwater River)
Der Whitefish River ist ein 35 km langer linker Nebenfluss des Stillwater River im US-Bundesstaat Montana.

## Flusslauf
Der Whitefish River bildet den Abfluss des Whitefish Lake. Er verlässt den 914 m hoch gelegenen in den Rocky Mountains gelegenen See an dessen Südufer. Anschließend durchfließt er die Kleinstadt Whitefish. Der Whitefish River fließt anfangs in Richtung Südsüdost, später nach Süden. Weiter westlich verläuft der Stillwater River, weiter östlich der Flathead River. Der Whitefish River erreicht schließlich Kalispell. Dort mündet er in den Stillwater River, wenige Kilometer oberhalb dessen Mündung in den Flathead River.

## Hydrologie
Der Whitefish River entwässert ein Areal von etwa 466 km². Der mittlere Abfluss beträgt 6,9 m³/s. Die höchsten monatlichen Abflüsse treten gewöhnlich im Juni mit im Mittel 21 m³/s auf.